# Nuno Mendes (futebolista)
Nuno Alexandre Tavares Mendes (Sintra, 19 de junho de 2002) é um futebolista português que atua como lateral-esquerdo. Atualmente joga no Paris Saint-Germain.

## Carreira

### Início
Nuno Mendes começou a jogar no Despertar de Candra, mas quando tinha 9 anos, um olheiro bateu-lhe à porta e convidou-o para ir para o Sporting. A partir daí, passou a jogar nas camadas jovens do clube. Aqui, afirmou-se rapidamente como lateral esquerdo e destacou-se a ponto de ser convocado para todas as categorias de base da seleção portuguesa: Sub-16, Sub-17, Sub-18, Sub-19 e Sub-21 em 2020. 
Em 2019, foi chamado para treinar com a equipa principal do Sporting, pelo treinador Marcel Kaizer, no entanto, só com a chegada de Ruben Amorim ao clube de Alvalade é que teve oportunidade de entrar em campo.

#### 2020–21
A sua estreia profissional foi em 12 de junho de 2020, na vitória de 1–0 sobre o Paços de Ferreira, substituindo Acuña aos 72 minutos. Em 19 de junho, renovou o seu contrato até 2025, com uma cláusula de rescisão de 45 milhões de euros.
Com a ida de Acuña para o Sevilla no fim de 2020, Nuno tornou-se a primeira escolha do treinador do Sporting, Rúben Amorim, com apenas 18 anos. Marcou o primeiro golo como profissional em 4 de outubro de 2020, na vitória por 2 a 0 sobre o Portimonense.
Em 15 de dezembro, deu uma assistência para Šporar abrir o placar, na vitória por 2-0 sobre o Mafra, nas quartas de final da Taça da Liga 2020-21. Em 22 de dezembro de 2020, renovou novamente seu contrato até 2025, mas aumentando a cláusula de rescisão de 45 milhões de euros para 70 milhões de euros.
Em 26 de março, deu mais uma assistência, para Nuno Santos abrir o marcador na vitória por 2–0 sobre o Boavista FC.
Na temporada de estreia, foi eleito para a melhor equipa da Primeira Liga de 2020–21. Devido à sua boa temporada, foi um dos eleitos para a lista do Golden Boy, tendo ficado entre os 40 primeiros, e ficou em quarto lugar no troféu Kopa, atribuído pela France Football.

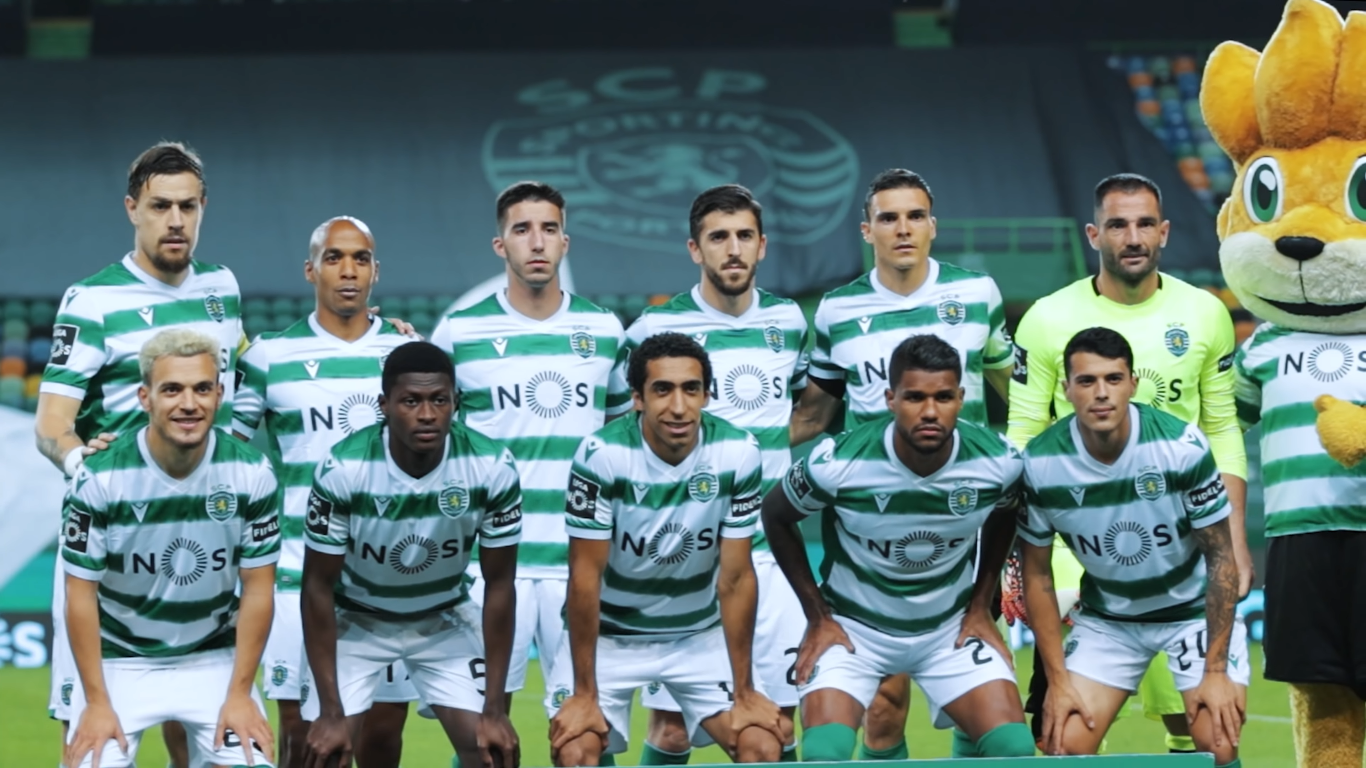
Nuno Mendes no onze inicial do Sporting na época 2020/21, no jogo contra o BSAD

Nuno Mendes ajudou a abrir o marcador da Supertaça Candido de Oliveira de 2021, fazendo uma assistência para Joavane Cabral. O jogo terminou com uma vitória de 2 a 1 frente ao Sporting de Braga, que assim conquistava a Supertaça.
Nuno jogou 47 partidas pelos leões, com um golo e três assistências, até se transferir, em agosto de 2021, para o Paris Saint-Germain. Pelo Sporting, conquistou a Primeira Liga, a Taça da Liga e a Supertaça.

### Paris Saint-Germain

#### 2021–22
A sua contratação pelo clube francês foi anunciada em 31 de agosto de 2021, sendo um empréstimo com opção de compra por cinco anos, totalizando aproximadamente de 40 milhões de euros.
Estreou-se pelo clube parisiense em 11 de setembro de 2021 numa vitória por 4–0 sobre o Clermont, na 5ª jornada da Ligue 1. Em 9 de dezembro de 2021, foi eleito para a seleção do mundo Sub-20 da IFFHS. Deu uma assistência para Thilo Kehrer fazer o segundo golo do clube parisiense em 15 de janeiro, tendo terminado o jogo 2–0 ante o Stade Bretois. Em março foi eleito pela Goal para a lista NXGN de 50 melhores revelações do futebol mundial em 2021.
Em abril de 2022, foi avaliado pelo Observatório de Futebol como um dos top cinco jogadores Sub-23 mais caros do mundo. Sagrou-se campeão da Ligue 1 com antecedência após o PSG bater o Lens por 1–0 na 34ª rodada. Ao fim do torneio, Mendes foi selecionado para o equipa da temporada. Em 31 de maio, foi anunciado a sua compra efetiva pelo clube parisiense por mais de 40 milhões de euros, tendo Nuno Mendes assinando contrato até 30 de junho de 2026. Assim como na temporada passada, Mendes foi um dos eleitos para a lista do Golden Boy.

#### 2022–23
Em 21 de agosto, deu uma assistência para Messi fazer o 2º gol da vitória de 7–1 sobre o Lille na 3ª rodada do Campeonato Francês.  Em 14 de outubro, foi selecionado junto com outros dois compatriotas para os 20 finalistas do Golden Boy. Titular absoluto da posição com 32 jogos na temporada além de dois golos e sete assistências, Mendes acabou sofrendo uma lesão muscular na perna direita na derrota por 3–1 para o Lens em 30 de abril, após entrar aos 56 minutos do segundo no lugar de Juan Bernat, em jogo que era válido pela 33ª rodada da Ligue 1. Três dias depois, foi anunciado que Mendes ficaria de fora do final da temporada. Apesar de perder as últimas rodadas do campeonato, foi eleito o melhor jogador jovem e para a equipa da liga.

#### 2023–24
Após dez meses afastado por lesão, Nuno Mendes voltou a ser relacionado para uma partida no empate de 1–1 com o Rennes na 23ª rodada da Ligue 1, tendo entrado aos 71 minutos.
A temporada 2024-26 foi muito boa para Nuno Mendes, marcando seis golos em 63 jogos, quatro deles na Champions League.  Em fevereiro de 2025, renovou o contrato com o PSG, prolongando até 2030 e passou a ser um dos jogadores mais bem pagos do clube. Acabou a temporada a conquistar todos os torneios em que o clube participou, à exceção do novo Mundial de Clubes da FIFA, perdendo na final para o Chelsea.  A excelente época colocou-o na lista de nomeados para a Bola de Ouro, juntamente com Vitinha e João Neves, colegas de equipa e seleção. 

## Seleção Portuguesa

### Portugal Sub-21
Foi convocado pela 1.a vez para a seleção de Portugal Sub-21 em 24 de agosto de 2020, para os amigáveis contra o Chipre e a Bielorrússia, estreando-se no dia 4 de setembro de 2020, na vitória por 4–0 na vitória sobre o Chipre, válido pelo Campeonato Europeu Sub-21 de 2021, tendo uma boa participação, dando 2 assistências. Foi dispensado da Seleção Sub-21 após sofrer um traumatismo no pé esquerdo na vitória por 2–1 contra o Chipre.

### Portugal
Estava nos planos de Rui Jorge (treinador da Seleção Sub-21) para as eliminatórias mas acabou não sendo convocado devido ao facto de ser pretendido pelo treinador da seleção principal Fernando Santos, sendo convocado pela 1a vez para a seleção principal em 16 de março de 2021, para as primeiras 3 rodadas das Eliminatórias da Mundial de 2022, contra Azerbaijão, Sérvia e Luxemburgo, nos dias 24, 27 e 30 de março, respetivamente.
Fez a sua estreia em 24 de março, na 1a rodada das eliminatórias, na vitória por 1 a 0 sobre o Azerbaijão. Após este jogo, Nuno entrou para o top 10 de jogadores mais jovens a estrear pela seleção, ocupando o 10º lugar. Em 20 de maio de 2021, foi convocado pelo treinador Fernando Santos para disputar o Euro de 2020. Em 26 de agosto de 2021, Nuno Mendes foi convocado para a disputa dos dois jogos das eliminatórias para o Mundial de 2022, contra Irlanda e Azerbaijão, respetivamente.
No dia 30 de setembro, foi um dos 24 convocados por Fernando Santos para dois jogos: um amistoso contra o Catar no dia 9 de outubro e contra Luxemburgo em jogo das Eliminatórias para o Mundial de 2022, no dia 12 de outubro. Em 4 de novembro, foi convocado para mais dois jogos da Seleção Portuguesa nas eliminatórias, contra Irlanda e Sérvia, nos dias 11 e 14 de novembro, respetivamente.
Em 17 de março, foi novamente convocado por Fernando Santos para disputar o playoff das Eliminatórias para a Mundial de 2022. Em 20 de maio, foi um dos 26 convocados para representar Portugal na Liga das Nações de 2022–23 em partidas contra Espanha, Chéquia e Suíça na primeira fase.
Figurou na pré-lista de 55 nomes propensos a irem para o Mundial em 23 de outubro e em 10 de novembro foi um dos 26 convocados para representar Portugal no Mundial. Começou como titular na segunda rodada da competição, contra Uruguai, em 28 de novembro. Permaneceu no campo até os 42 minutos do primeiro tempo, quando acabou sofrendo uma lesão muscular na coxa e teve de sair, aos prantos, substituído por Raphaël Guerreiro. Em 1 de dezembro, foi anunciado que não atuava mais no Mundial pela lesão e que não atuaria mais em 2022, tendo prazo para retornar em janeiro do ano seguinte.
Em 21 de maio de 2024, foi um dos 26 convocados por Roberto Martínez para a Seleção Portuguesa na disputa do Euro de 2024.

## Vida Pessoal
Nuno Mendes é descendente de cabo-verdianos da ilha de Santiago.

## Estilo de jogo
Nuno é descrito como um lateral-esquerdo completa, com místicas tanto ofensivas como defensivas, além de velocidade, vigor físico e inteligência tática. As suas características ofensivas mais eficazes são seus passes e cruzamentos precisos que criam chances de golo, enquanto as suas características defensivas de destaque são boa marcação, antecipação e desarmes de adversários.

## Estatísticas
Atualizadas até 4 de março de 2024

### Clubes
| Clube               | Temporada         | Campeonato nacional | Campeonato nacional | Campeonato nacional | Taças nacionais[a] | Taças nacionais[a] | Taças nacionais[a] | Competições continentais[b] | Competições continentais[b] | Competições continentais[b] | Outros torneios[c] | Outros torneios[c] | Outros torneios[c] | Total | Total | Total   |
| Clube               | Temporada         | Jogos               | Golos               | Assist.             | Jogos              | Golos              | Assist.            | Jogos                       | Golos                       | Assist.                     | Jogos              | Golos              | Assist.            | Jogos | Golos | Assist. |
| ------------------- | ----------------- | ------------------- | ------------------- | ------------------- | ------------------ | ------------------ | ------------------ | --------------------------- | --------------------------- | --------------------------- | ------------------ | ------------------ | ------------------ | ----- | ----- | ------- |
| Sporting            | 2019–20           | 9                   | 0                   | 0                   | —                  | —                  | —                  | —                           | —                           | —                           | —                  | —                  | —                  | 9     | 0     | 0       |
| Sporting            | 2020–21           | 29                  | 1                   | 1                   | 4                  | 0                  | 1                  | 2                           | 0                           | 0                           | —                  | —                  | —                  | 35    | 1     | 2       |
| Sporting            | 2021–22           | 2                   | 0                   | 0                   | 0                  | 0                  | 0                  | 0                           | 0                           | 0                           | 1                  | 0                  | 1                  | 3     | 0     | 1       |
| Sporting            | Total             | 40                  | 1                   | 1                   | 4                  | 0                  | 1                  | 2                           | 0                           | 0                           | 1                  | 0                  | 1                  | 47    | 1     | 3       |
| Paris Saint-Germain | 2021–22           | 27                  | 0                   | 1                   | 2                  | 0                  | 0                  | 8                           | 0                           | 0                           | —                  | —                  | —                  | 37    | 0     | 1       |
| Paris Saint-Germain | 2022–23           | 23                  | 1                   | 6                   | 2                  | 0                  | 1                  | 6                           | 1                           | 0                           | 1                  | 0                  | 0                  | 32    | 2     | 7       |
| Paris Saint-Germain | 2023–24           | 1                   | 0                   | 0                   | 0                  | 0                  | 0                  | 0                           | 0                           | 0                           | —                  | —                  | —                  | 1     | 0     | 0       |
| Paris Saint-Germain | Total             | 51                  | 1                   | 7                   | 4                  | 0                  | 1                  | 14                          | 1                           | 0                           | 1                  | 0                  | 0                  | 70    | 2     | 8       |
| Total na carreira   | Total na carreira | 91                  | 2                   | 8                   | 8                  | 0                  | 2                  | 14                          | 1                           | 0                           | 2                  | 0                  | 1                  | 117   | 3     | 11      |

- a.^ Jogos da Taça da Liga, Taça de Portugal e Copa da França
- b.^ Jogos da Liga Europa da UEFA e Liga dos Campeões da UEFA
- c.^ Jogos da Supertaça de Portugal e Supertaça da França

### Seleção Portuguesa
Abaixo, todos os jogos de Nuno pela Seleção de Portugal na base e a pela principal.

#### Sub-16
| N°                                    | Data      | Local                                                   | Resultado | Adversário     | Golos | Competição                      |
| 2018                                  | 2018      | 2018                                                    | 2018      | 2018           | 2018  | 2018                            |
| ------------------------------------- | --------- | ------------------------------------------------------- | --------- | -------------- | ----- | ------------------------------- |
| 1.                                    | 5 de maio | Campo Municipal Da Coutada, Arcos De Valdevez, Portugal | 1–2       | França Sub-16  | 0     | Torneio desenvolvimento da UEFA |
| 2.                                    | 7 de maio | Complexo Desportivo C.F Fao, Fão, Portugal              | 2–0       | Suíça Sub-16   | 0     | Torneio Desenvolvimento da UEFA |
| 3.                                    | 9 de maio | Estádio Municipal 25 de abril, Penafiel, Portugal       | 1–0       | Bélgica Sub-16 | 0     | Torneio Desenvolvimento da UEFA |
| Legenda: Vitórias — Empates — Derrota |           |                                                         |           |                |       |                                 |

#### Sub-17
| N°                                    | Data           | Local                                                      | Resultado              | Adversário        | Golos | Competição  |
| 2018                                  | 2018           | 2018                                                       | 2018                   | 2018              | 2018  | 2018        |
| ------------------------------------- | -------------- | ---------------------------------------------------------- | ---------------------- | ----------------- | ----- | ----------- |
| 1.                                    | 7 de setembro  | Ożarów, Polônia                                            | 0–0 (4–2 nos penáltis) | Bulgária Sub-17   | 0     | Syrenka Cup |
| 2.                                    | 9 de setembro  | Miejski Stadion Sportowy, Ostrowiec Świętokrzyski, Polônia | 1–2                    | Inglaterra Sub-17 | 0     | Syrenka Cup |
| 3.                                    | 11 de setembro | Stadium Miejski Sportowy, Sandomierz, Polônia              | 3–4                    | Polónia Sub-17    | 0     | Syrenka Cup |
| Legenda: Vitórias — Empates — Derrota |                |                                                            |                        |                   |       |             |

#### Sub-18
| N°                                    | Data           | Local                                                                           | Resultado | Adversário     | Golos | Competição              |
| 2019                                  | 2019           | 2019                                                                            | 2019      | 2019           | 2019  | 2019                    |
| ------------------------------------- | -------------- | ------------------------------------------------------------------------------- | --------- | -------------- | ----- | ----------------------- |
| 1.                                    | 7 de dezembro  | Estádio Municipal Vila Real Santo Antônio, Vila Real de Santo António, Portugal | 3–2       | Roménia Sub-18 | 0     | Torneio Preparação 2019 |
| 2.                                    | 9 de dezembro  | Estádio Municipal da Bela Vista, Parchal, Portugal                              | 3–1       | Turquia Sub-18 | 0     | Torneio Preparação 2019 |
| 3.                                    | 11 de dezembro | Estádio Algarve, Penafiel, Faro, Portugal                                       | 2–2       | Espanha Sub-18 | 0     | Torneio Preparação 2019 |
| Legenda: Vitórias — Empates — Derrota |                |                                                                                 |           |                |       |                         |

#### Sub-19
| N°                                    | Data           | Local                                            | Resultado | Adversário           | Golos | Competição                      |
| 2019                                  | 2019           | 2019                                             | 2019      | 2019                 | 2019  | 2019                            |
| ------------------------------------- | -------------- | ------------------------------------------------ | --------- | -------------------- | ----- | ------------------------------- |
| 1.                                    | 7 de setembro  | Belgian Football Center, Tubize, Bélgica         | 1–2       | Bélgica Sub-19       | 0     | Torneio desenvolvimento da UEFA |
| 2.                                    | 10 de setembro | K.v.v. Quick Boys, Katwijk, Países Baixos        | 4–0       | Países Baixos Sub-19 | 0     | Torneio Desenvolvimento da UEFA |
| 3.                                    | 11 de outubro  | Estádio Municipal Bragança, Bragança, Portugal   | 4–0       | Itália Sub-19        | 0     | Torneio Desenvolvimento da UEFA |
| 4.                                    | 13 de novembro | Ballymena Showgrounds, Belfast, Irlanda do Norte | 1–2       | Alemanha Sub-19      | 0     | Torneio Desenvolvimento da UEFA |
| 5.                                    | 18 de novembro | Shamrock Park, Portadown, Irlanda do Norte       | 1–1       | Noruega Sub-19       | 0     | Torneio Desenvolvimento da UEFA |
| Legenda: Vitórias — Empates — Derrota |                |                                                  |           |                      |       |                                 |

#### Sub-21
| N°                                    | Data           | Local                                              | Resultado | Adversário          | Golos | Competição                                   |
| 2020                                  | 2020           | 2020                                               | 2020      | 2020                | 2020  | 2020                                         |
| ------------------------------------- | -------------- | -------------------------------------------------- | --------- | ------------------- | ----- | -------------------------------------------- |
| 1.                                    | 4 de setembro  | AEK Arena, Larnarca                                | 0–4       | Chipre Sub-21       | 0     | Campeonato Europeu de Futebol Sub-21 de 2021 |
| 2.                                    | 9 de outubro   | Estádio Antônio Coimbra Mota, Estoril, Portugal    | 4–1       | Noruega Sub-21      | 0     | Campeoanto Europeu de Futebol Sub-21 de 2021 |
| 3.                                    | 12 de novembro | Estádio Municipal de Portimão, Portimão, Portugal  | 3–0       | Bielorrússia Sub-21 | 0     | Campeonato Europeu de Futebol Sub-21 de 2021 |
| 4.                                    | 15 de novembro | Estádio Municipal de Bela Vista, Parchal, Portugal | 2–1       | Chipre Sub-21       | 0     | Campeonato Europeu de Futebol Sub-21 de 2021 |
| Legenda: Vitórias — Empates — Derrota |                |                                                    |           |                     |       |                                              |

#### Seleção principal
| N°                                    | Data           | Local                                            | Resultado | Adversário         | Golos | Competição                                                 |
| 2021                                  | 2021           | 2021                                             | 2021      | 2021               | 2021  | 2021                                                       |
| ------------------------------------- | -------------- | ------------------------------------------------ | --------- | ------------------ | ----- | ---------------------------------------------------------- |
| 1.                                    | 24 de março    | Allianz Stadium, Turim, Itália                   | 1–0       | Azerbaijão         | 0     | Eliminatórias do Mundial de 2022                           |
| 2.                                    | 27 de março    | Estádio Estrela Vermelha, Belgrado, Sérvia       | 2–2       | Sérvia             | 0     | Eliminatórias do Mundial de 2022                           |
| 3.                                    | 30 de março    | Estádio Josy Barthel, Luxemburgo, Luxemburgo     | 1–3       | Luxemburgo         | 0     | Eliminatórias do Mundial de 2022                           |
| 4.                                    | 4 de junho     | Estádio Wanda Metropolitano, Madrid, Espanha     | 0–0       | Espanha            | 0     | Amigável                                                   |
| 5.                                    | 9 de junho     | Estádio José Alvalade, Lisboa, Portugal          | 4–0       | Israel             | 0     | Amigável                                                   |
| 6.                                    | 1 de setembro  | Estádio Algarve, Faro, Portugal                  | 2–1       | Irlanda            | 0     | Eliminatórias do Mundial de 2022                           |
| 7.                                    | 4 de setembro  | Estádio Nagyerdei, Debrecen, Hungria             | 3–1       | Catar              | 0     | Amigável                                                   |
| 8.                                    | 7 de setembro  | Estádio Olímpico de Bacu, Bacu, Azerbaijão       | 3–0       | Azerbaijão         | 0     | Eliminatórias do Mundial de 2022                           |
| 9.                                    | 9 de outubro   | Estádio Algarve, Faro, Portugal                  | 2–1       | Catar              | 0     | Amigável                                                   |
| 10.                                   | 12 de outubro  | Estádio Algarve, Faro, Portugal                  | 5–0       | Luxemburgo         | 0     | Eliminatórias do Mundial de 2022                           |
| 11.                                   | 14 de novembro | Estádio da Luz, Lisboa, Portugal                 | 1–2       | Sérvia             | 0     | Eliminatórias do Mundial de 2022                           |
| 2022                                  |                |                                                  |           |                    |       |                                                            |
| 12.                                   | 24 de março    | Estádio do Dragão, Porto, Portugal               | 3–1       | Turquia            | 0     | Playoff das Eliminatórias do Mundial de de 2022            |
| 13.                                   | 29 de março    | Estádio do Dragão, Porto, Portugal               | 1–0       | Macedônia do Norte | 0     | Playoff das Eliminatórias do Mundial de de 2022            |
| 14.                                   | 5 de junho     | Estádio do Dragão, Lisboa, Portugal              | 4–0       | Suíça              | 0     | Liga das Nações da UEFA de 2022–23                         |
| 15.                                   | 12 de junho    | Estádio de Genebra, Genebra, Suíça               | 0–1       | Suíça              | 0     | Liga das Nações da UEFA de 2022–23                         |
| 16.                                   | 27 de setembro | Estádio Municipal de Braga, Braga, Portugal      | 0–1       | Espanha            | 0     | Liga das Nações da UEFA de 2022–23                         |
| 17.                                   | 17 de novembro | Estádio José Alvalade, Lisboa, Portugal          | 4–0       | Nigéria            | 0     | Amigável                                                   |
| 18.                                   | 28 de novembro | Estádio Nacional de Lusail, Lusail, Catar        | 2–0       | Uruguai            | 0     | Mundial FIFA de 2022                                       |
| 2023                                  |                |                                                  |           |                    |       |                                                            |
| 19.                                   | 26 de março    | Estádio de Luxemburgo, Luxemburgo, Luxemburgo    | 0–6       | Luxemburgo         | 0     | Qualificações para o Campeonato Europeu de Futebol de 2024 |
| 2024                                  |                |                                                  |           |                    |       |                                                            |
| 20.                                   | 21 de março    | Estádio D. Afonso Henriques, Guimarães, Portugal | 5–2       | Suíça              | 0     | Qualificações para o Campeonato Europeu de Futebol de 2024 |
| Legenda: Vitórias — Empates — Derrota |                |                                                  |           |                    |       |                                                            |

## Títulos
Sporting
- Primeira Liga: 2020–21
- Taça da Liga: 2020–21
- Supertaça Cândido de Oliveira: 2021

Paris Saint-Germain
- Ligue 1: 2021–22, 2022–23, 2023–24 e 2024–25[65]
- Copa da França: 2023–24 e 2024–25[66]
- Supercopa da França: 2024
- Liga dos Campeões da UEFA: 2024–25[67]
- Supercopa da UEFA: 2025[68]

Seleção Portuguesa
- Liga das Nações da UEFA: 2024–25

### Prémios individuais
- Equipa da Primeira Liga: 2020–21
- Equipa do Mundo Sub-20 da IFFHS: 2021
- 50 melhores revelações do futebol mundial em 2021 pela Goal: 23º lugar (NXGN)
- Equipa da Ligue 1: 2021–22, 2022–23 e 2024–25[69]
- Revelação da Ligue 1 de 2022–23